# Seleção Russa de Futsal
A Seleção Russa de Futsal representa a Rússia em competições internacionais e tem como unidade organizadora a União de Futebol da Rússia. Atualmente a seleção russa ocupa a quarta posição no ranking mundial de futsal

## Estatísticas

### Mundial de Futsal
| Ano   | Fase               | Posição Final      | Jogos              | Vitórias           | Empates            | Derrotas           | GolsPró            | GolsContra         |
| ----- | ------------------ | ------------------ | ------------------ | ------------------ | ------------------ | ------------------ | ------------------ | ------------------ |
| 1989  | Não se classificou | Não se classificou | Não se classificou | Não se classificou | Não se classificou | Não se classificou | Não se classificou | Não se classificou |
| 1992  | 1a fase            | 9                  | 3                  | 1                  | 1                  | 1                  | 20                 | 16                 |
| 1996  | Terceiro Lugar     | 3                  | 8                  | 4                  | 2                  | 2                  | 29                 | 17                 |
| 2000  | Quarto Lugar       | 4                  | 8                  | 4                  | 0                  | 4                  | 37                 | 24                 |
| 2004  | Não se classificou | Não se classificou | Não se classificou | Não se classificou | Não se classificou | Não se classificou | Não se classificou | Não se classificou |
| 2008  | Quarto Lugar       | 4                  | 9                  | 4                  | 1                  | 4                  | 62                 | 31                 |
| 2012  | Quartas-de-final   | 5                  | 5                  | 4                  | 0                  | 1                  | 32                 | 3                  |
| 2016  | Vice-Campeão       | 2                  | 7                  | 6                  | 0                  | 1                  | 40                 | 16                 |
| 2021  | Quartas-de-final   | 5-8                | 5                  | 4                  | 0                  | 1                  | 21                 | 6                  |
| 2024  | Suspendida         | Suspendida         | Suspendida         | Suspendida         | Suspendida         | Suspendida         | Suspendida         | Suspendida         |
| Total | 7/9                |                    | 40                 | 23                 | 4                  | 13                 | 250                | 114                |

### Europeu de Futsal
| Ano   | Fase             | Posição Final | Jogos | Vitórias | Empates | Derrotas | GolsPró | GolsContra |
| ----- | ---------------- | ------------- | ----- | -------- | ------- | -------- | ------- | ---------- |
| 1996  | Vice-Campeão     | 2             | 4     | 3        | 0       | 1        | 17      | 10         |
| 1999  | Campeão          | 1             | 5     | 4        | 1       | 0        | 23      | 14         |
| 2001  | Terceiro Lugar   | 3             | 5     | 3        | 0       | 2        | 14      | 9          |
| 2003  | 1a fase          | 6             | 3     | 1        | 0       | 2        | 5       | 6          |
| 2005  | Vice-Campeão     | 2             | 5     | 3        | 0       | 2        | 15      | 10         |
| 2007  | Terceiro Lugar   | 3             | 5     | 3        | 0       | 2        | 13      | 12         |
| 2010  | Quartas-de-final | 5             | 3     | 1        | 1       | 1        | 8       | 5          |
| 2012  | Vice-Campeão     | 2             | 5     | 3        | 1       | 1        | 14      | 8          |
| 2014  | Vice-Campeão     | 2             | 5     | 2        | 2       | 1        | 22      | 11         |
| 2016  | Vice-Campeão     | 2             | 5     | 3        | 1       | 1        | 16      | 15         |
| 2018  | Terceiro Lugar   | 3             | 5     | 2        | 2       | 1        | 7       | 5          |
| 2022  | Vice-Campeão     | 2             | 6     | 5        | 0       | 1        | 24      | 9          |
| Total | 12/12            | 1 título      | 56    | 33       | 9       | 15       | 178     | 114        |